# Binjai Tapan
Binjai Tapan is een bestuurslaag in het regentschap Zuid-Pesisir van de provincie West-Sumatra, Indonesië. Binjai Tapan telt 2931 inwoners (volkstelling 2010).